# Wheatley
Wheatley è un personaggio del videogioco del 2011 Portal 2. È stato creato da Erik Wolpaw e doppiato dall'attore britannico Stephen Merchant.

## Creazione
Wheatley è stato creato da Erik Wolpaw e doppiato dall'attore britannico Stephen Merchant. Wheatley è stato ideato con l'intento di creare un personaggio che sarebbe stato "sempre tra i piedi". Wolpaw ha aggiunto che Wheatley funge da contraltare di GLaDOS; la voce di quest'ultima è "lenta e ponderata", mentre Wheatley è un "personaggio irrequieto", che secondo Wolpaw è ben interpretato da Merchant per la sua capacità di parlare molto rapidamente e allo stesso tempo in maniera comprensibile. Un'altra caratteristica presente fin dall'inizio nel design di Wheatley è il suo parlare in maniera informale; a detta di Wolpaw questo dà la sensazione che gli eventi del gioco stiano realmente accadendo intorno al giocatore, e questa è una caratteristica che non si trova spesso nei videogiochi. Wolpaw ha anche aggiunto che nei videogiochi non ci sono mai state spalle che "parlano come se stessero improvvisando man mano che si va avanti". Merchant è stato scelto per il ruolo sia perché i character designer erano fan dell'umorismo inglese, sia per via della sua partecipazione alla serie TV Extras. Merchant ricevette un pacchetto con del materiale di Portal 2 e la richiesta di dare la voce a Wheatley, e accettò il ruolo. La caratterizzazione di Wheatley prevedeva fin dall'inizio che avesse un accento britannico. Quando gli sceneggiatori stavano scrivendo le battute di Wheatley, avevano in mente la voce di Merchant, per via di Extras, anche se non pensavano di poterlo scritturare. Prima di contattare gli agenti di Merchant avevano considerato di dare la parte a Richard Ayoade.
Gli sceneggiatori hanno scoperto solo in seguito che Merchant era famoso nel Regno Unito; a loro detta, infatti, non è stato scelto per la sua notorietà. Wolpaw ha aggiunto che Merchant è l'attore più famoso ad aver preso parte a un gioco della Valve. Durante le prove effettuate quando gli sceneggiatori stavano ancora scrivendo i dialoghi di Wheatley, Merchant si affidava molto all'improvvisazione, e gli sceneggiatori gli hanno lasciato utilizzare questa caratteristica anche nella registrazione dei dialoghi, nei quali infatti Merchant talvolta ripete alcune frasi o parole. Questa tendenza all'improvvisazione è stata una dei motivi che ha convinto gli sceneggiatori a scritturare Merchant.
Merchant ha paragonato la personalità di Wheatley a quella dei tipici personaggi di Woody Allen, e ha aggiunto che, se inizialmente non aveva compreso l'importanza del ruolo, le reazioni degli altri gli hanno fatto prendere la parte molto più seriamente. Merchant ha anche descritto le sessioni di registrazione come "spossanti", talmente tanto che verso la fine "non moriva dalla voglia" di parteciparvi, ma a progetto terminato è stato entusiasta della reazione favorevole dei fan e si è detto pronto a partecipare a un eventuale sequel.

## Apparizioni
La prima apparizione di Wheatley è in Portal 2. È uno dei nuclei di personalità creati per GLaDOS, costruito dagli scienziati della Aperture Science con lo scopo di creare "lo scemo più completo mai esistito" per distrarre GLaDOS dai suoi intenti omicidi, influenzandola con la sua stupidità.
La protagonista Chell incontra Wheatley quando lui la risveglia dalla criostasi, con l'intenzione di farsi aiutare a scappare dai laboratori Aperture in rovina. Wheatley quindi aiuta Chell a ritrovare la portal gun blu, e la conduce alla stanza che contiene i resti di GLaDOS. Qui accidentalmente Wheatley risveglia GLaDOS, che cattura Chell e la costringe a eseguire dei nuovi test. Wheatley compare di sfuggita in alcuni di essi, fin quando non riesce a raggiungere nuovamente Chell e ad aiutarla a scappare dalle stanze di test. Insieme Chell e Wheatley sabotano gli impianti di produzione delle armi di GLaDOS, le neurotossine e le torrette, quindi ritornano da lei. Ora che GLaDOS è disarmata, Chell riesce a sostituire il suo nucleo con quello di Wheatley, mettendo quest'ultimo a capo del complesso. Una volta sconfitta GLaDOS, Wheatley chiama l'ascensore per lasciar andare Chell, ma a causa della programmazione di GLaDOS, che adesso influenza anche lui dato che è al suo posto, inizia ad avere dei deliri di onnipotenza: inserisce il nucleo di GLaDOS in una batteria alimentata da una patata e precipita lei e Chell nei livelli inferiori dei laboratori. Durante la caduta, GLaDOS spiega a Chell che Wheatley era stato progettato appositamente per distrarla dai suoi intenti omicidi, influenzandola con la sua stupidità.
Chell e GLaDOS si ritrovano nella sezione vecchia dei laboratori, che è stata isolata da quella moderna e che contiene le vecchie stanze di test risalenti dagli anni cinquanta fino agli anni ottanta. Qui devono superare le stanze utilizzando alcuni gel dalle proprietà particolari (gel repellente, di colore blu, che aumenta la potenza dei salti, gel propellente, di colore arancione, che aumenta la velocità, e gel di conversione, di colore bianco, che consente di aprire portali anche in superfici dove normalmente non sarebbe possibile, quest'ultimo gel è composto da roccia lunare in polvere). Mentre Chell e GLaDOS risalgono i livelli della Aperture Science, Wheatley inizia a pasticciare con i controlli della struttura, provocando guasti a parecchi sottosistemi. Quando Chell e GLaDOS tornano nella sezione moderna il nocciolo del reattore dei laboratori è sovraccarico, e l'unico modo per evitare un'esplosione è rimettere GLaDOS al posto di Wheatley. Wheatley, costretto dalla programmazione di GLaDOS, le costringe ad attraversare una serie di scalcagnate camere di test, quindi tenta di ucciderle tramite varie trappole. Chell e GLaDOS riescono a fuggire e arrivano alla sala di controllo, ma prima di poter sostituire Wheatley devono danneggiarlo attaccandogli altri tre nuclei di personalità difettosi.
Wheatley, memore del precedente scontro con GLaDOS, cerca di evitare che Chell possa attivare il meccanismo di trasferimento nuclei, e la attacca con delle bombe. Tuttavia finisce per distruggere le tubature che trasportano i gel, permettendo così a Chell di sfruttarli per attaccargli i nuclei difettosi. Una volta attaccati i nuclei difettosi, Chell tenta di iniziare lo scambio dei nuclei di Wheatley e GLaDOS, ma viene fermata dalla bomba che Wheatley ha piazzato nella succursale di risoluzione stalli. Mentre i laboratori stanno per esplodere il tetto della stanza crolla, e si vede il cielo notturno con la Luna piena. Chell crea un portale tra la stanza e la Luna, e la differenza di pressione trascina via lei e Wheatley. GLaDOS ne approfitta per riacquistare il controllo della Aperture Science, salva Chell e scaraventa Wheatley nello spazio, per poi riparare tutti i guasti causati da quest'ultimo ai laboratori. Wheatley viene mostrato nel finale del gioco mentre va alla deriva nello spazio, con uno dei nuclei difettosi, ossessionato dallo spazio, che gli orbita intorno, e chiede scusa a Chell per tutti i problemi che le ha causato.
Wheatley appare anche in un plugin creato da Valve per The Elder Scrolls V: Skyrim, Fall of the Space Core, Vol 1.
In Team Fortress 2, per coloro che hanno scaricato Portal 2, una versione schiacciata di Wheatly, chiamata Sap-Ap, diverrà un oggetto dei Sabotatori di Spia.

## Ricezione

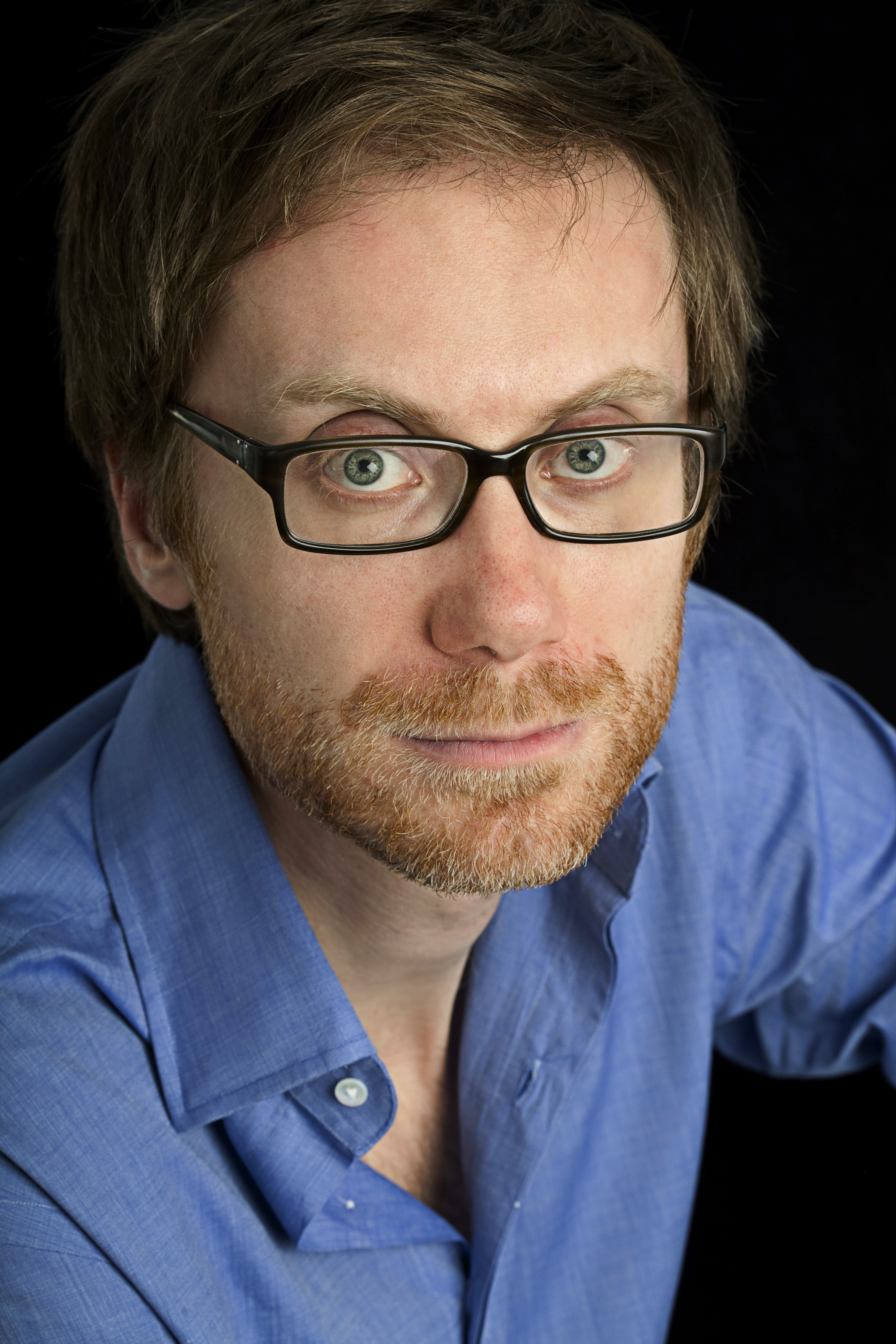
Stephen Merchant, il doppiatore di Wheatley

Stephen Merchant ha ricevuto due premi per la sua interpretazione di Wheatley: 'Outstanding Character Performance' agli Interactive Achievement Awards e 'Best Performance by a Human Male' agli Spike Video Game Awards 2011. Wheatley ha ottenuto una nomination da Spike TV per il premio di Personaggio dell'Anno.
Edge ha scritto che l'interpretazione di Merchant è stata "nevroticamente balbettante e blaterante" e che il suo "intermittente e idiosincratico accento di Bristol" è stata una "scelta affascinante". Edge ha aggiunto che Wheatley è servito come "comic relief" del gioco e lo ha definito "alternativamente sfigato e sinistro, l'animazione ipnotica del suo occhio e la personalità mutevole rendono la sua un'apparizione indimenticabile". Will Tuttle di GameSpy ha scritto che l'interpretazione di Wheatley da parte di Merchant è stata "dell'intonazione giusta" e "sarà amatissima dai fan". Tom Hoggins del Daily Telegraph ha scritto che il chiacchiericcio distratto e nervoso in reazione agli eventi" del "deliziosamente volubile" Wheatley è stato reso bene da Merchant. Ha aggiunto in seguito che i dialoghi di Portal 2 sono stati divertenti anche grazie al "modo in cui il chiacchierare nervoso e irrequieto di Wheatley contrasta benissimo con le frecciate sarcastiche e sinistre di GLaDOS" senza che nessuno dei due prevalga. Nick Cowen del Guardian ha descritto Wheatley come un "balbettante droide dalla parlantina irrefrenabile", in alcuni momenti "divertente ma mostruoso e agghiacciante". Will Freeman dell'Observer ha scritto che i "computer apparentemente senzienti" di Portal 2 sono "eccezionali" anche se i giocatori potrebbero avere "opinioni contrastanti" su Wheatley.
The Province ha scritto che l'interpretazione di Wheatley da parte di Merchant "contribuisce significativamente alla personalità e alla natura del gioco". Jon Hicks di Official Xbox Magazine ha esaltato la narrazione di Portal 2 citando l'"allegra imbecillità" di Wheatley come uno dei fattori che hanno contribuito alla sua qualità. Ryan McCaffrey di OXM ha scritto che Wheatley è stato "interpretato alla perfezione" da Merchant. Andy Robinson di Computer and Video Games ha scritto che la personalità di Wheatley è "altrettanto forte" di quella di GLaDOS e "brillante". Ben PerLee di GameZone ha descritto Wheatley come "carino ma stupido" e "adorabile e maldestro, un amabile tipetto molto più complicato di quanto ci si possa aspettare". Russ Pitts dell'Escapist ha scritto che Wheatley è "un amichevole - anche se stupido - partner robotico dall'allegro accento inglese". Chad Sapieha del The Globe and Mail ha scritto che Merchant è stato "enormemente divertente nel ruolo di una sfera lenta di comprendonio". Ben Kuchera di Ars Technica ha scritto che "la scelta [di Merchant] è stata ottima". Ha anche aggiunto che "c'è qualcosa nella sua dizione che funziona meravigliosamente, e sembra che si sia divertito un mondo nel registrare le sue battute".
Dan Stapleton di PC Gamer ha elogiato Wheatley come "doppiato favolosamente" da Merchant e ha scritto che questi stava "praticamente recitando lo stesso incredibilmente stupido personaggio che interpreta nella commedia di Ricky Gervais Extras". Craig Pearson di PC Gamer ha scritto che "la sua nervosa voce inglese ... è un altro indice del fatto che se forse alla Valve non sapevano cosa avevano in mano con il Portal originale, stavolta hanno molta più fiducia". Ryan Davis di Giant Bomb ha scritto che Merchant ha dato la voce a Wheatley con "eccezionale energia nervosa". Chris Kohler di Wired ha scritto "vi innamorerete di Wheatley, un robot dal cuore d'oro e la voce accattivante dell'attore Stephen Merchant". Charles Onyett di IGN ha scritto che è "non è un'esagerazione dire che l'evidente entusiasmo di Merchant per il ruolo abbia giovato al gioco" e che "Wheatley non pronuncia neanche una singola parola senza un'inflessione spiritosa, e i dialoghi costantemente ben scritti si integrano alla perfezione con l'azione". Onyett ha aggiunto che il Wheatley di Merchant "domina la scena" mentre i doppiatori di GLaDOS e Cave Johnson, Ellen McLain e J.K. Simmons, danno una prova valida. Adam Ghiggino di PALGN ha scritto che l'interpretazione di Merchant è stata "brillante" e che ha "molta emotività nei [suoi] movimenti". Jamin Smith di Video Gamer ha scritto che la voce di Merchant è "familiare" e che Wheatley "ha più personalità dei cast di molti altri videogiochi messi insieme" nonostante "l'assenza totale di caratteristiche distintive".
Tyler Wilde di GamesRadar ha scritto che Wheatley è "sorprendentemente espressivo" e lo ha definito "imbranato". Larry Frum della CNN ha definito Wheatley "ridicolo, frenetico e quasi infantile". Lou Kesten di Associated Press lo ha definito "ugualmente memorabile" quanto GLaDOS, nonché una "IA chiacchierona e nervosa." John Young di Entertainment Weekly ha descritto il nucleo di Wheatley come "un gigantesco occhio blu che sembra un HAL 9000 disegnato dalla Apple". Ha aggiunto che Wheatley è "la più incantevole intelligenza artificiale che si possa sperare di incontrare, e le sue battute e la sua goffaggine sono una frequente fonte di divertimento" e che è stato "doppiato splendidamente" da Merchant. CNET ha scritto che "se Stephen Merchant non vince ogni premio per doppiatori di videogiochi per la sua interpretazione della stramba spalla robotica del protagonista, non c'è giustizia né in questo mondo né in alcun mondo virtuale". CBS News ha descritto Wheatley come "gaio e benintenzionato" ma anche "stupido", aggiungendo che "l'interazione tra il giocatore, GLaDOS e Wheatley sono ciò che dà a "Portal 2" il suo fascino e offre molto dell'umorismo che mantiene il gioco accattivante puzzle dopo puzzle". James O'Brien del Daily Mail ha descritto Wheatley come "una sfera metallica loquace la cui intelligenza evidentemente limitata è resa ancora più divertente dall'accento del West Country di Merchant".
Tuttavia, non tutte la critica è stata favorevole a Wheatley; in un articolo di Ars Technica sul perché Portal 2 non è stato all'altezza del suo predecessore, Peter Bright ha detto che il ruolo di Wheatley nella trama del gioco è prevedibile e che "le sue instancabili e inarrestabili stupide gag" diventano ripetitive, e le battute del personaggio vengono riciclate e riusate per tutto il gioco. Bright ha anche aggiunto che gli "sciocchi farfugliamenti" di Wheatley "riescono solo a guastare l'atmosfera."